# RobotML
RobotML (сокращение от «Robot Markup Language», «Язык разметки для роботов») — экспериментальный язык разметки на базе XML, используемый для взаимодействия между автономными мобильными роботами и их компонентами. RobotML разработан в Мюнхенском университете прикладных наук, первый публичный выпуск был анонсирован весной 2005 года.

## Дополнительные источники
- Формальное описание RobotML